# Pessines
Pessines és un municipi francès situat al departament del Charente Marítim i a la regió de la Nova Aquitània. L'any 2007 tenia 770 habitants.

## Demografia

### Població
El 2007 la població de fet de Pessines era de 770 persones. Hi havia 284 famílies de les quals 48 eren unipersonals (24 homes vivint sols i 24 dones vivint soles), 110 parelles sense fills, 118 parelles amb fills i 8 famílies monoparentals amb fills.
La població ha evolucionat segons el següent gràfic:
Habitants censats

### Habitatges
El 2007 hi havia 325 habitatges, 298 eren l'habitatge principal de la família, 21 eren segones residències i 6 estaven desocupats. 318 eren cases i 6 eren apartaments. Dels 298 habitatges principals, 257 estaven ocupats pels seus propietaris, 35 estaven llogats i ocupats pels llogaters i 6 estaven cedits a títol gratuït; 2 tenien una cambra, 6 en tenien dues, 28 en tenien tres, 90 en tenien quatre i 171 en tenien cinc o més. 248 habitatges disposaven pel capbaix d'una plaça de pàrquing. A 122 habitatges hi havia un automòbil i a 169 n'hi havia dos o més.

### Piràmide de població
La piràmide de població per edats i sexe el 2009 era:
| Homes | Edats   | Dones |
| ----- | ------- | ----- |
| 0     | 95 o +  | 0     |
| 0     | 90 a 94 | 4     |
| 0     | 85 a 89 | 0     |
| 0     | 80 a 84 | 0     |
| 12    | 75 a 79 | 8     |
| 12    | 70 a 74 | 8     |
| 12    | 65 a 69 | 8     |
| 12    | 60 a 64 | 12    |
| 16    | 55 a 59 | 16    |
| 28    | 50 a 54 | 12    |
| 52    | 45 a 49 | 56    |
| 12    | 40 a 44 | 36    |
| 24    | 35 a 39 | 32    |
| 24    | 30 a 34 | 20    |
| 12    | 25 a 29 | 8     |
| 36    | 20 a 24 | 8     |
| 16    | 15 a 19 | 16    |
| 32    | 10 a 14 | 28    |
| 28    | 5 a 9   | 28    |
| 8     | 0 a 4   | 12    |

## Economia
El 2007 la població en edat de treballar era de 537 persones, 421 eren actives i 116 eren inactives. De les 421 persones actives 393 estaven ocupades (206 homes i 187 dones) i 28 estaven aturades (13 homes i 15 dones). De les 116 persones inactives 34 estaven jubilades, 45 estaven estudiant i 37 estaven classificades com a «altres inactius».

### Ingressos
El 2009 a Pessines hi havia 311 unitats fiscals que integraven 830 persones, la mediana anual d'ingressos fiscals per persona era de 19.315 €.

### Activitats econòmiques
Dels 26 establiments que hi havia el 2007, 1 era d'una empresa alimentària, 1 d'una empresa de fabricació d'elements pel transport, 1 d'una empresa de fabricació d'altres productes industrials, 7 d'empreses de construcció, 7 d'empreses de comerç i reparació d'automòbils, 1 d'una empresa de transport, 1 d'una empresa d'hostatgeria i restauració, 3 d'empreses de serveis i 4 d'empreses classificades com a «altres activitats de serveis».
Dels 7 establiments de servei als particulars que hi havia el 2009, 2 eren paletes, 1 guixaire pintor, 1 lampisteria, 2 electricistes i 1 empresa de construcció.
L'únic establiment comercial que hi havia el 2009 era una fleca.
L'any 2000 a Pessines hi havia 10 explotacions agrícoles que ocupaven un total de 310 hectàrees.

## Equipaments sanitaris i escolars
El 2009 hi havia una escola elemental.

## Poblacions més properes
El següent diagrama mostra les poblacions més properes.